# Il romanzo di Luisa Hercolani
Il romanzo di Luisa Hercolani è una novella scritta da Jacopo Turco, alias della scrittrice trentina Giulia Turco Turcati Lazzari e pubblicata nel 1895 in La vita italiana.
L'opera è pubblicata con lo pseudonimo maschile Jacopo Turco che la scrittrice usava per firmare molti suoi lavori. 

## Edizioni
- 1ª edizione: 1895, Roma, Unione cooperativa editrice.